# Vela als Jocs Olímpics d'estiu de 1924 - 8 metres

8 metres

Els 8 metres va ser una de les tres proves de vela que es van disputar al camp de regates de Le Havre durant els Jocs Olímpics de París de 1924. Hi van prendre part 25 navegants en representació de 5 països diferents. Es disputà entre el 21 i el 26 de juliol de 1924.

## Medallistes
| Or                                                                                              | Plata                                                                                      | Bronze                                                                                                |
| Noruega · BeraRick Bockelie · Harald Hagen · Ingar Nielsen · Carl Ringvold · Carl Ringvold, Jr. | Regne Unit · EmilyEdwin Jacob · Thomas Riggs · Walter Riggs · Ernest Roney · Harold Fowler | França · NamoussaLouis Bréguet · Pierre Gauthier · Robert Girardet · André Guerrier · Georges Mollard |

## Eliminatòries
Tots els vaixells van participar en les tres curses eliminatòries. Els dos primers de cada regata es classificaven per a la fase final.

### Primera regata
Es disputà el 21 de juliol.
| Pos. | Nació      | Nom de l'embarcació - Regatistes                                                                         | Temps    |
| ---- | ---------- | --- | -------- |
| 1    | França     | Namoussa Louis Bréguet, Pierre Gauthier, Robert Girardet, André Guerrier, Georges Mollard                | 3h16'11" |
| 2    | Noruega    | Bera Carl Ringvold, Rick Bockelie, Harald Hagen, Ingar Nielsen, Carl Ringvold, Jr.                       | 3h17'02" |
| 3    | Regne Unit | Emily Ernest Roney, Edwin Jacob, Thomas Riggs, Walter Riggs, Harold Fowler                               | 3h18'03" |
| 4    | Argentina  | Blue Red Juan Carlos Milberg, Rolando Aguirre, César Gérico, Bernardo Milhas, Roberto Uriburu            | 3h19'15" |
| 5    | Bèlgica    | Antwerpia V Fernand Carlier, Maurice Passelecq, Emmanuel Pauwels, Victor Vandersleyen, Paul Van Halteren | 3h24'41" |

### Segona regata
Es disputà el 22 de juliol.
| Pos. | Nació      | Nom de l'embarcació - Regatistes                                                                         | Temps    |
| ---- | ---------- | --- | -------- |
| 1    | Regne Unit | Emily Ernest Roney, Edwin Jacob, Thomas Riggs, Walter Riggs, Harold Fowler                               | 5h29'50" |
| 2    | Bèlgica    | Antwerpia V Fernand Carlier, Maurice Passelecq, Emmanuel Pauwels, Victor Vandersleyen, Paul Van Halteren | 5h31'51" |
| 3    | Argentina  | Blue Red Juan Carlos Milberg, Rolando Aguirre, César Gérico, Bernardo Milhas, Roberto Uriburu            | 5h31'56" |
| 4    | Noruega    | Bera Carl Ringvold, Rick Bockelie, Harald Hagen, Ingar Nielsen, Carl Ringvold, Jr.                       | 5h35'26" |
| 5    | França     | Namoussa Louis Bréguet, Pierre Gauthier, Robert Girardet, André Guerrier, Georges Mollard                | 5h36'26" |

### Tercera regata
Es disputà el 23 de juliol.
| Pos. | Nació      | Nom de l'embarcació - Regatistes                                                                         | Temps    |
| ---- | ---------- | --- | -------- |
| 1    | Noruega    | Bera Carl Ringvold, Rick Bockelie, Harald Hagen, Ingar Nielsen, Carl Ringvold, Jr.                       | 3h14'54" |
| 2    | França     | Namoussa Louis Bréguet, Pierre Gauthier, Robert Girardet, André Guerrier, Georges Mollard                | 3h15'26" |
| 3    | Regne Unit | Emily Ernest Roney, Edwin Jacob, Thomas Riggs, Walter Riggs, Harold Fowler                               | 3h17'59" |
| 4    | Argentina  | Blue Red Juan Carlos Milberg, Rolando Aguirre, César Gérico, Bernardo Milhas, Roberto Uriburu            | 3h23'41" |
| 5    | Bèlgica    | Antwerpia V Fernand Carlier, Maurice Passelecq, Emmanuel Pauwels, Victor Vandersleyen, Paul Van Halteren | 3h28'33" |

## Fase final

### Primera regata
Es disputà el 25 de juliol.
| Pos. | Nació      | Nom de l'embarcació - Regatistes                                                                         | Temps    |
| ---- | ---------- | --- | -------- |
| 1    | Noruega    | Bera Carl Ringvold, Rick Bockelie, Harald Hagen, Ingar Nielsen, Carl Ringvold, Jr.                       | 4h17'22" |
| 2    | Regne Unit | Emily Ernest Roney, Edwin Jacob, Thomas Riggs, Walter Riggs, Harold Fowler                               | 4h18'41" |
| 3    | França     | Namoussa Louis Bréguet, Pierre Gauthier, Robert Girardet, André Guerrier, Georges Mollard                | 4h36'03" |
| -    | Bèlgica    | Antwerpia V Fernand Carlier, Maurice Passelecq, Emmanuel Pauwels, Victor Vandersleyen, Paul Van Halteren | DNF      |

### Segona regata
Es disputà el 26 de juliol.
| Pos. | Nació      | Nom de l'embarcació - Regatistes                                                                         | Temps    |
| ---- | ---------- | --- | -------- |
| 1    | Noruega    | Bera Carl Ringvold, Rick Bockelie, Harald Hagen, Ingar Nielsen, Carl Ringvold, Jr.                       | 2h47'14" |
| 2    | França     | Namoussa Louis Bréguet, Pierre Gauthier, Robert Girardet, André Guerrier, Georges Mollard                | 2h51'49" |
| 3    | Regne Unit | Emily Ernest Roney, Edwin Jacob, Thomas Riggs, Walter Riggs, Harold Fowler                               | 2h52'37" |
| 4    | Bèlgica    | Antwerpia V Fernand Carlier, Maurice Passelecq, Emmanuel Pauwels, Victor Vandersleyen, Paul Van Halteren | 3h00'00" |

## Resultat final
| Pos. | Nació      | Nom de l'embarcació - Regatistes                                                                         | Fase Final | Fase Final | Fase Final | Fase Eliminatòria | Fase Eliminatòria | Fase Eliminatòria | Fase Eliminatòria |
| Pos. | Nació      | Nom de l'embarcació - Regatistes                                                                         | 1a         | 2a         | Total      | 1a                | 2a                | 3a                | Total             |
| ---- | ---------- | --- | ---------- | ---------- | ---------- | ----------------- | ----------------- | ----------------- | ----------------- |
| 1    | Noruega    | Bera Carl Ringvold, Rick Bockelie, Harald Hagen, Ingar Nielsen, Carl Ringvold, Jr.                       | 1          | 1          | 2          | 2                 | 4                 | 1                 | 7                 |
| 2    | Regne Unit | Emily Ernest Roney, Edwin Jacob, Thomas Riggs, Walter Riggs, Harold Fowler                               | 2          | 3          | 5          | 3                 | 1                 | 3                 | 7                 |
| 3    | França     | Namoussa Louis Bréguet, Pierre Gauthier, Robert Girardet, André Guerrier, Georges Mollard                | 3          | 2          | 5          | 1                 | 5                 | 2                 | 8                 |
| 4    | Bèlgica    | Antwerpia V Fernand Carlier, Maurice Passelecq, Emmanuel Pauwels, Victor Vandersleyen, Paul Van Halteren | 4          | 4          | 8          | 5                 | 2                 | 5                 | 12                |
| 5    | Argentina  | Blue Red Juan Carlos Milberg, Rolando Aguirre, César Gérico, Bernardo Milhas, Roberto Uriburu            |            |            |            | 4                 | 3                 | 4                 | 11                |